# Mongolskie najazdy na Polskę

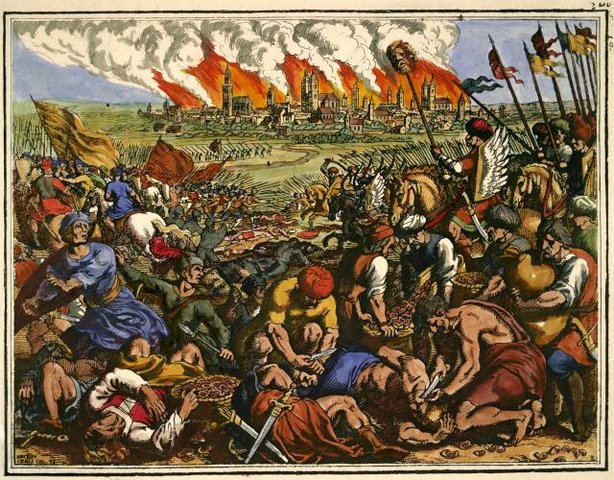
Bitwa pod Legnicą na miedziorycie Matthäusa Meriana Starszego z 1630 roku

Mongolskie najazdy na Polskę – trzy mongolskie najazdy na Polskę w XIII wieku.

## Tło historyczne
W maju 1223 w bitwie nad rzeką Kałką wojska rusko-połowieckie zostały pokonane przez armię imperium mongolskiego – w ten sposób Mongołowie stanęli u wrót Europy. W sierpniu 1227 umarł Czyngis-chan – jego imperium uległo podziałowi: zachodnia część przypadła w spadku jego wnukowi Batu-chanowi, który w 1236 stanął na czele inwazji na Europę. W grudniu 1240 Mongołowie zdobyli Kijów i ostatecznie podbili Ruś Kijowską, która weszła w skład Złotej Ordy. 

## Charakterystyka najazdów

### I najazd mongolski
Z ziem ruskich główne siły mongolskie skierowały się na Węgry, gdzie schroniły się niedobitki Połowców pod dowództwem chana Kocjana uciekających przed pogromami mongolskimi. Pomocniczy zagon wojska mongolskiego pod dowództwem Bajdara w 1241 uderzył na Polskę, z zadaniem związania sił polskich i czeskich, aby nie mogły przyjść z odsieczą królowi węgierskiemu Beli IV.

### II najazd mongolski
Do kolejnego najazdu doszło na przełomie 1259 i 1260. Wówczas Złota Orda pod wodzą Burundaja zorganizowała – zakończoną sukcesem – wyprawę przeciwko Bolesławowi V Wstydliwemu.

### III najazd mongolski
Do ostatniego najazdu mongolskiego doszło na przełomie 1287 i 1288. Dwie grupy wojsk mongolskich (północna pod dowództwem Telebogi i południowa pod dowództwem Nogaja) operowały w porozumieniu. Północna pod dowództwem Telebogi przez Lublin i Sandomierz dotarła do Gór Świętokrzyskich, gdzie pod Łagowem została pokonana przez wojska księcia Leszka Czarnego. Południowa pod dowództwem Nogaja doszła pod Kraków i na Podhale, gdzie stoczyła bitwę nad Dunajcem, a następnie doznała klęski w bitwie pod Starym Sączem, pokonana przez Polaków i przybyłe im na pomoc wojska węgierskie.

## Podsumowanie
Najazdy Mongołów, choć przyniosły duże straty ludnościowe i gospodarcze (zwłaszcza I najazd w 1241), to nie spowodowały uzależnienia Polski od imperium mongolskiego. Wstrzymały natomiast proces jednoczenia państwa polskiego i osłabiły jego siłę – dopiero w 1320 Władysław I Łokietek został koronowany na króla Polski. Tę datę uznaje się za moment odtworzenia zjednoczonego Królestwa Polskiego.